# Darren O’Dea
Darren O’Dea (Dublin, Írország, 1987. február 4. –) ír labdarúgó, aki jelenleg a Toronto FC tagja. Középhátvédként és balhátvédként is bevethető. Tagja volt az ír válogatott keretének, mely részt vett a 2012-es Európa-bajnokságon.

## Pályafutása

### Celtic
O’Dea a Home Farmban kezdett el futballozni, innen került 2005-ben a Celtic akadémiájára. Az első csapatban 2006 szeptemberében, egy St. Mirren elleni Ligakupa-meccsen mutatkozott be. Két hónappal később a bajnokságban is pályára léphetett, az Inverness CT ellen. 2006 decemberében a Bajnokok Ligájában is játszhatott, az FC København ellen csereként váltotta a sérült Stephen McManust. Négy nappal később, a Dunfermline Athletic ellen először volt kezdő a bajnokságban.
Első gólját a Dundee United ellen szerezte 2006. december 26-án. 2007. január 2-án, a Kilmarnock ellen ismét eredményes volt. A 2006/07-es idényben fontos tagja volt a Celticnek, több mint tíz bajnokin játszott, így ő is megkapta a zöld-fehérek elsőségéért járó bajnoki aranyérmet. A Bajnokok Ligájában, a legjobb 16 között az AC Milan ellen a San Siróban végig a pályán volt. A Celtic megnehezítette a milánóiak dolgát, az olaszok csak a hosszabbításban tudták kivívni a továbbjutást. A találkozó után a legendás védő, Paolo Maldini megdicsérte O’Dea-t, aki 2007. március 13-án egy új, három évre szóló szerződést írhatott alá csapatával.
2009. március 15-én, a Rangers ellen Ligakupa-döntőn az utolsó percekben gólt fejelt, majd a meccs legvégén Aiden McGeady értékesített egy büntetőt, ezzel a Celtic megnyerte a kupát. 2009 szeptemberében a Reading az év végéig kölcsönvette. Szeptember 12-én, a Doncaster Rovers ellen mutatkozott be, és jól is érezte magát a csapatnál, de hamar a kispadra szorult. 2010. január 1-jén, mindössze nyolc bajnoki mérkőzés után visszatért a Celtichez.
O’Dea visszatérése után ismét fontos tagja lett a skót klubnak, sorozatban öt bajnokin kezdőként lépett pályára, és Stehen McManus kölcsönadása, valamint Gary Caldwell távozása után egy rövid időre ő lett a csapatkapitány. 2010. augusztus 17-én ennek ellenére ismét kölcsönadták, ezúttal az Ipswich Townnak. Jó teljesítményt nyújtott, az Arsenal ellen meglepetésre megnyert Ligakupa-meccsen őt választották a meccs legjobbjának. Az Ipswich szerette volna véglegesíteni a szerződését, de ő nemet mondott, mivel szeretett volna állandó helyet kiharcolni magának a Celticben.
Visszatérése után sem kapott azonban több játéklehetőséget, és beletörődött, hogy nem vár rá fényes jövő a zöld-fehér csapatnál. Ismét kölcsönadták, 2011. augusztus 4-én az egész szezonra Leeds Unitedhez került. Az idény első meccsén, a Southampton ellen mutatkozott be. Október 18-án, a Coventry City ellen megszerezte első gólját, majd a következő mérkőzésen, a Peterborough United ellen is betalált.
2012. április 17-én, a Blackpool ellen piros lapot kapott, így a szezon a vártnál hamarabb ért véget a számára. Szerette volna véglegesíteni a szerződését a Leeds Uniteddel, de Neil Warnock menedzser a továbbiakban nem tartott igényt a játékára. 2012. június 1-jén lejárt a szerződést a Celtickel, a skótok úgy döntöttek, nem élnek opciós jogukkal, mely szerint még egy évvel megtoldhatták volna a kontraktust, inkább ingyen elengedték O’Dea-t.

## Válogatott
O’Dea az U19-es és az U21-es ír válogatottban is megfordult, mielőtt behívták volna a felnőtt válogatottba.
Első behívóját 2007 márciusában, két Eb-selejtezőre kapta, de nem kapott játéklehetőséget, később, 2008. május 13-án két vb-selejtezőre is bekerült a keretbe, de ekkor sem léphetett pályára. Bemutatkozására 2009. szeptember 8-ig kellett várni, egy Dél-Afrika ellen barátságos meccsen lépett pályára. 2010 májusában újabb két barátságos meccsen szerepelhetett, Paraguay és Algéria ellen. 2011. szeptember 6-án kezdőként kapott lehetőséget egy Oroszország elleni Európa-bajnoki selejtezőn. Az írek végül pótselejtező után kivívták az Eb-szereplést. A tornára utazó keretbe O’Dea is bekerült.

## Sikerei, díjai

### Klubcsapatban

#### Celtic
- Skót bajnok: 2006/07, 2007/08
- Skót kupagyőztes: 2008
- Skót ligakupagyőztes: 2009

## Magánélete
O’Dea 2006-ban ismerte meg barátnőjét, Melissa Chungot, akivel 2010 decemberében megszületett közös kislányuk, Lucia Isabella. 2010-ben egy nő flörtölni kezdett O’Dea-vel egy szórakozóhelyen, később kiderült, a nő a helyi éjszakai élet egyik hírhedt figurájának a barátnője. A gengszter meg is fenyegette a játékost, hogy szétlövi mindkét térdkalácsát.

## Fordítás
- Ez a szócikk részben vagy egészben  a   Darren O'Dea című angol Wikipédia-szócikk fordításán alapul.  Az eredeti cikk szerkesztőit annak laptörténete sorolja fel. Ez a jelzés csupán a megfogalmazás eredetét és a szerzői jogokat jelzi, nem szolgál a cikkben szereplő információk forrásmegjelöléseként.

## Külső hivatkozások
- Darren O'Dea pályafutásának statisztikái a Soccerbase oldalon (angolul)